# Domokos Dénes
Zalakapolcsi Domokos Dénes (18. század – 19. század) táblabíró.
Domokos Lajos debreceni bíró és Kenessey Kata fia, Domokos Jakab öccse, Bihar vármegye táblabírája volt. 

## Műve
- Ein Brief an Herrn Thomas Paine über die Rechte des Menschen… Bagos, 1796., (melyet kiadásra szánt és József nádornak ajánlott föl)